# Wetenschappelijke Klimaatraad
De Wetenschappelijke Klimaatraad (WKR) is een Nederlands onafhankelijk adviesorgaan op het gebied van klimaatbeleid. De WKR is opgericht op 29 oktober 2022 en van start gegaan op 15 april 2023. De Wetenschappelijke Klimaatraad heeft als taak de Nederlandse regering en het parlement gevraagd en ongevraagd te adviseren over klimaatbeleid. De adviezen van de WKR zijn wetenschappelijk onderbouwd en vooral gericht op de lange termijn.

## Organisatie
De raad bestaat uit 10 leden die door het kabinet zijn benoemd voor een periode van 5 jaar.
De huidige raad bestaat anno 2023 uit de volgende leden:
- Voorzitter: prof. dr. ing. Jan Willem Erisman
- Plaatsvervangend voorzitter: prof. dr. Heleen de Coninck
- Raadsleden: dr. Sanne Akerboom, prof. dr. Kornelis Blok, prof. dr. Marjolijn Haasnoot, prof. dr. Machiel Mulder, prof. dr. Wouter Peters, dr. Wieke Pot, prof. dr. Linda Steg en prof. dr. ir. Behnam Taebi
- Secretaris-directeur: dr. Ruud van den Brink